# Jonathan Rea
Jonathan Rea (ur. 2 lutego 1987 w Larne, Irlandia Północna) – brytyjski motocyklista.

## Kariera

### Początki
Przez większość kariery był wspierany przez firmę Red Bull. Jonathan przygodę z motocyklami rozpoczął od wyścigów motocrossowych. Początkowo nie był skłonny do przejścia na wyścigi torowe. W końcu jednak został namówiony przez swoich przyjaciół – Michaela oraz Eugene'a Laverty - do startów w brytyjskich mistrzostwach kategorii 125 cm³ w 2003 roku. Brytyjczyk prezentował się obiecująco. Sezon 2004 musiał jednak zakończyć przedwcześnie, na skutek kontuzji odniesionej w wypadku na torze Knockhill.

### BSB
W 2005 roku, dzięki wsparciu austriackiej marki, Jonathan ścigał się w brytyjskich mistrzostwach Superbike, w zespole Honda Fireblade. Największym sukcesem Brytyjczyka było zdobycie pole position podczas kwalifikacji w Mondello-Park. Nie wystartował na torze Snetterton, po tym, jak doznał kontuzji na treningach. Jego zespół wycofał się także z rundy na Oulton Park, kiedy doszło do śmiertelnego wypadku zespołowego partnera Rei. Ostatecznie Johnny w klasyfikacji generalnej uplasował się na 16. miejscu.
W sezonie 2006 (ponownie na Hondzie) Rea piętnastokrotnie znalazł się w czołowej piątce, w tym czterokrotnie na podium. Pierwsze podium odnotował na torze Knockhill. Równy i konsekwentny rok zakończył na wysokim 4. miejscu.
W roku 2007 Jonathan walczył o tytuł mistrzowski z partnerem z zespołu Ryuichi Kiyonari. Brytyjczyk szesnastokrotnie znalazł się w pierwszej trójce. Odniósł łącznie cztery zwycięstwa, po raz pierwszy na torze Mondello-Park. Ostatecznie przegrał jednak rywalizację z Japończykiem, zostając wicemistrzem serii.

### WSS
W 2008 roku Jonathan awansował do MŚ Supersportów, w których także ścigał się na maszynie Hondy, w fabrycznej ekipie Hanspree Ten Kate. Ponownie musiał uznać wyższość bardziej doświadczonego kolegi z zespołu – tyn razem reprezentanta Antypodów Andrew Pitt'a. Świetnie spisał się zwłaszcza w drugiej połowie sezonu, w której odniósł trzy zwycięstwa. Rea na podium zameldował się łącznie pięciokrotnie, ostatecznie zostając wicemistrzem świata.

### WSBK
W MŚ Superbike'ów Rea zadebiutował w ostatniej rundzie sezonu w Portugalii, zamieniając się miejscami z Turkiem Kenanem Sofuoglu, pomiędzy fabrycznymi stajniami japońskiego producenta w obu seriach. Jonathan spisał się nadspodziewanie dobrze, osiągając metę na świetnym czwartym miejscu. Kolejny wyścig nie przebiegł już tak dobrze i Brytyjczyk znalazł się na piętnastej lokacie. Był to jednak udany debiut w wykonaniu Johnny'ego, który podpisał kontrakt z zespołem WSBK na pełny sezon. Zdobyte punkty uplasowały go na 26. pozycji.
W sezonie 2009 Jonathan już w pierwszym wyścigu dojechał w czołowej piątce. Pierwsze podium osiągnął podczas pierwszego startu w RPA, gdzie zajął trzecie miejsce. W drugim wyścigu w San Marino Brytyjczyk odniósł pierwsze w karierze zwycięstwo. Sukces powtórzył w Niemczech, uzyskując przy okazji najszybsze okrążenie. Ostatecznie Rea zmagania zakończył na wysokim 5. miejscu, z dorobkiem ośmiu miejsc w pierwszej trójce.
W drugim roku współpracy pierwsze podium uzyskał w trzecim wyścigu sezonu, na torze Portimao, zajmując jego najniższy stopień. Podczas rundy w Holandii Brytyjczyk zdominował rywalizację, po raz pierwszy zdobywając dublet (dwa zwycięstwa). Podczas walki o ”Superpole” na amerykańskim torze Miller Motopark, Rea doznał kontuzji szyi oraz ramienia. Udało mu się wystartować zarówno w ten, jak i kolejny weekend na torze Misano Adriatico, jednak jego forma odbiegała od oczekiwanej. W kolejnych trzech eliminacjach, będąc już w pełni sprawnym – zanotował serię miejsc w pierwszej dwójce (w tym dwa zwycięstwa) w Czechach, Wielkiej Brytanii oraz Niemczech. Została jednak przerwana kolejnym upadkiem, tym razem podczas treningów we Włoszech, w wyniku czego Jonathan nie mógł wystartować w żadnym z wyścigów. W ostatniej rundzie sezonu (we Francji) Rea nie był do końca wyleczony i pierwszy wyścig zakończył na czternastym miejscu. Z drugiego postanowił się wycofać, aby nie ryzykować poważniejszymi urazami. W efekcie przegrał trzecią pozycję różnicą zaledwie pięciu punktów z Hiszpanem Carlosem Checą.
W roku 2011 ekipa Hondy w związku ze zmianą tytułowego sponsora, zmieniła nazwę na Castrol Honda. Po dwóch solidnych rundach, Brytyjczyk zabłysnął formą, zwyciężając w pierwszym oraz plasując się na trzecie miejscu w drugim wyścigu w holenderskim Assen. Po nieudanych eliminacjach we Włoszech oraz USA, przyszła kolej na nieszczęśliwe dla Brytyjczyka San Marino. Jonathan doznał poważnej kontuzji barku, która wykluczyła go nie tylko z udziału w niedzielnych zmaganiach, ale także uniemożliwiła mu start w trzech kolejnych rundach. Rea powrócił do rywalizacji na tor Nürburgring. Johnny spisał się przyzwoicie, zajmując odpowiednio dziesiątą oraz czwartą lokatę. Fantastycznie zaprezentował się podczas kolejnych wyścigów (na torze Imola). Brytyjczyk zwyciężył w pierwszym podejściu po zaciętej walce z Japończykiem Noriyuki Hagą. Będąc na prowadzeniu w drugim starcie, posłuszeństwa odmówiła maszyna. We Francji Brytyjczyk potwierdził powrót do formy, będąc najlepszym w kwalifikacjach. W obu wyścigach nie dojechał jednak do mety, na skutek ponownych awarii motocykla. Bezproblemowo przebiegła ostatnia runda w Portugalii, w której Jonathan ponownie zwyciężył w sesji „Superpole”. Tym razem jednak musiał uznać wyższość rywali i zajął dwukrotnie trzecią pozycję. Uzyskane punkty sklasyfikowały go na 9. miejscu.
Po latach spędzonych w zespole Hondy na sezon 2015 dołączył do zespołu Kawasaki. Rea zdominował sezon wygrywając 14 wyścigów i zdobywając mistrzostwo. Na sezon 2016 pozostał w zespole Kawasaki.

### MotoGP
Rea miał swój debiut w MotoGP w roku 2012, zastępując kontuzjowanego Caseya Stonera z zespołu Repsol Honda.
Zajął 8. miejsce w wyścigu w San Marino, która odbyła się w Misano we Włoszech i 9. na torze Motorland Aragon w Hiszpanii, przed powrotem do obowiązków w World Superbike.

## Statystyki
Sezony
| Serie wyścigowe                | Serie wyścigowe                | Lata aktywności | Wyścigi | Kwalifikacje | Podium | Zwycięstwa | 2 miejscae | 3 miejscae | Najszybsze okrążenia | Mistrzostwa |
| British Superbike Championship | British Superbike Championship | 2005–07         | 50      | 1            | 16     | 5          | 9          | 2          | 0                    | 0           |
| World Supersport Championship  | World Supersport Championship  | 2008            | 12      | 0            | 6      | 3          | 1          | 2          | 0                    | 0           |
| World Superbike Championship   | World Superbike Championship   | 2008–           | 140     | 4            | 42     | 15         | 13         | 14         | 9                    | 0           |
| MotoGP                         | MotoGP                         | 2012            | 2       | 0            | 0      | 0          | 0          | 0          | 0                    | 0           |
| Łącznie                        | Łącznie                        | Łącznie         | 204     | 5            | 64     | 23         | 23         | 18         | 9                    | 0           |

### British Superbike Championship
| Sezon | Zespół | 1      | 1       | 2       | 2      | 3      | 3      | 4      | 4     | 5       | 5       | 6       | 6       | 7       | 7      | 8       | 8     | 9      | 9       | 10      | 10      | 11      | 11    | 12      | 12     | 13      | 13      | Miejsce | Punkty |
| Sezon | Zespół | R1     | R2      | R1      | R2     | R1     | R2     | R1     | R2    | R1      | R2      | R1      | R2      | R1      | R2     | R1      | R2    | R1     | R2      | R1      | R2      | R1      | R2    | R1      | R2     | R1      | R2      | Miejsce | Punkty |
| ----- | ------ | ------ | ------- | ------- | ------ | ------ | ------ | ------ | ----- | ------- | ------- | ------- | ------- | ------- | ------ | ------- | ----- | ------ | ------- | ------- | ------- | ------- | ----- | ------- | ------ | ------- | ------- | ------- | ------ |
| 2005  | Honda  | BHI 13 | BHI 18  | THR 16  | THR 12 | MAL 14 | MAL 14 | OUL 12 | OUL 9 | MOP Ret | MOP Ret | CRO 7   | CRO Ret | KNO Ret | KNO 9  | SNE     | SNE   | SIL 12 | SIL 11  | CAD Ret | CAD Ret | OUL     | OUL   | DON Ret | DON 11 | BHGP 10 | BHGP 10 | 16      | 64     |
| 2006  | Honda  | BHI 5  | BHI Ret | DON 8   | DON 5  | THR 4  | THR 5  | OUL 8  | OUL 4 | MOP C   | MOP C   | MAL Ret | MAL 8   | SNE 4   | SNE 20 | KNO 4   | KNO 2 | OUL 5  | OUL 4   | CRO 2   | CRO 13  | CAD Ret | CAD 3 | SIL 4   | SIL 5  | BHGP 18 | BHGP 3  | 4       | 248    |
| 2007  | Honda  | BHGP 3 | BHGP 2  | THR Ret | THR 4  | SIL 2  | SIL 3  | OUL 4  | OUL 5 | SNE 2   | SNE 2   | MOP 4   | MOP 1   | KNO 1   | KNO 1  | OUL Ret | OUL 1 | MAL 2  | MAL Ret | CRO 2   | CRO 2   | CAD Ret | CAD 1 | DON 5   | DON 7  | BHI 2   | BHI 2   | 2       | 407    |

### Supersport World Championship
| Sezon | Zespół | 1       | 2     | 3     | 4     | 5       | 6     | 7     | 8     | 9     | 10    | 11    | 12     | 13  | Miejsce | Punkty |
| ----- | ------ | ------- | ----- | ----- | ----- | ------- | ----- | ----- | ----- | ----- | ----- | ----- | ------ | --- | ------- | ------ |
| 2008  | Honda  | QAT Ret | AUS 5 | ESP 6 | NED 2 | ITA Ret | GER 6 | SMR 3 | CZE 1 | GBR 1 | EUR 3 | ITA 1 | FRA 10 | POR | 2       | 164    |

### Superbike World Championship
| Sezon | Zespół   | 1      | 1     | 2      | 2       | 3       | 3      | 4     | 4       | 5       | 5       | 6       | 6       | 7       | 7       | 8      | 8      | 9       | 9       | 10      | 10      | 11      | 11      | 12      | 12      | 13      | 13      | 14     | 14     | Miejsce. | Punkty |
| Sezon | Zespół   | R1     | R2    | R1     | R2      | R1      | R2     | R1    | R2      | R1      | R2      | R1      | R2      | R1      | R2      | R1     | R2     | R1      | R2      | R1      | R2      | R1      | R2      | R1      | R2      | R1      | R2      | R1     | R2     | Miejsce. | Punkty |
| ----- | -------- | ------ | ----- | ------ | ------- | ------- | ------ | ----- | ------- | ------- | ------- | ------- | ------- | ------- | ------- | ------ | ------ | ------- | ------- | ------- | ------- | ------- | ------- | ------- | ------- | ------- | ------- | ------ | ------ | -------- | ------ |
| 2008  | Honda    | QAT    | QAT   | AUS    | AUS     | ESP     | ESP    | NED   | NED     | ITA     | ITA     | USA     | USA     | GER     | GER     | SMR    | SMR    | CZE     | CZE     | GBR     | GBR     | EUR     | EUR     | ITA     | ITA     | FRA     | FRA     | POR 4  | POR 15 | 26       | 14     |
| 2009  | Honda    | AUS 5  | AUS 9 | QAT 12 | QAT 8   | SPA Ret | SPA 13 | NED 7 | NED 5   | ITA 5   | ITA 4   | RSA 4   | RSA 3   | USA 5   | USA 3   | SMR 7  | SMR 1  | GBR 7   | GBR 15  | CZE 3   | CZE 4   | GER 4   | GER 1   | ITA 7   | ITA 6   | FRA Ret | FRA 3   | POR 2  | POR 3  | 5        | 315    |
| 2010  | Honda    | AUS 4  | AUS 6 | POR 3  | POR Ret | SPA 6   | SPA 5  | NED 1 | NED 1   | ITA Ret | ITA Ret | RSA 5   | RSA 2   | USA 14  | USA 8   | SMR 13 | SMR 12 | CZE 1   | CZE 2   | GBR 2   | GBR 2   | GER 1   | GER 2   | ITA DNS | ITA DNS | FRA 12  | FRA DNS |        |        | 4        | 292    |
| 2011  | Honda    | AUS 12 | AUS 4 | EUR 5  | EUR 6   | NED 1   | NED 3  | ITA 6 | ITA Ret | USA Ret | USA 11  | SMR DNS | SMR DNS | SPA     | SPA     | CZE    | CZE    | GBR     | GBR     | GER 10  | GER 4   | ITA 1   | ITA Ret | FRA Ret | FRA Ret | POR 3   | POR 3   |        |        | 9        | 170    |
| 2012  | Honda    | AUS 7  | AUS 4 | ITA 9  | ITA 5   | NED Ret | NED 1  | ITA C | ITA 6   | EUR 4   | EUR 1   | USA 4   | USA 2   | SMR 5   | SMR 2   | SPA 16 | SPA 5  | CZE Ret | CZE 12  | GBR 4   | GBR 9   | RUS Ret | RUS 7   | GER Ret | GER 4   | POR 6   | POR 2   | FRA 13 | FRA 2  | 5        | 278.5  |
| 2013  | Honda    | AUS 8  | AUS 8 | SPA 4  | SPA 15  | NED 2   | NED 4  | ITA 8 | ITA Ret | GBR 4   | GBR 11  | POR Ret | POR 3   | ITA Ret | ITA 2   | RUS 4  | RUS C  | GBR 1   | GBR 4   | GER Ret | GER DNS | TUR     | TUR     | USA     | USA     | FRA     | FRA     | SPA    | SPA    | 9        | 176    |
| 2014  | Honda    | AUS 6  | AUS 5 | SPA 3  | SPA 5   | NED 3   | NED 1  | ITA 1 | ITA 1   | GBR 6   | GBR 6   | MAL 6   | MAL 6   | SMR 7   | SMR 5   | POR 5  | POR 1  | USA 6   | USA 3   | SPA 4   | SPA 5   | FRA 3   | FRA Ret | QAT 4   | QAT 2   |         |         |        |        | 3        | 334    |
| 2015  | Kawasaki | AUS 1  | AUS 2 | THA 1  | THA 1   | SPA 1   | SPA 2  | NED 1 | NED 1   | ITA 1   | ITA 1   | GBR 2   | GBR 2   | POR 1   | POR 1   | SMR 2  | SMR 1  | USA 3   | USA 3   | MAL 1   | MAL 2   | SPA 4   | SPA 4   | FRA 1   | FRA 1   | QAT 2   | QAT Ret |        |        | 1        | 548    |
| 2016  | Kawasaki | AUS 1  | AUS 1 | THA 1  | THA 2   | SPA 2   | SPA 3  | NED 1 | NED 1   | ITA 2   | ITA 2   | MAL 2   | MAL 3   | GBR 3   | GBR 2   | ITA 1  | ITA 1  | USA 1   | USA Ret | GER Ret | GER 1   | FRA 4   | FRA 2   | SPA 3   | SPA 2   | QAT 2   | QAT 3   |        |        | 1        | 498    |
| 2017  | Kawasaki | AUS 1  | AUS 1 | THA 1  | THA 1   | ARA 1   | ARA 1  | NED 1 | NED 1   | ITA 2   | ITA 2   | GBR Ret | GBR 1   | ITA 3   | ITA 2   | USA 2  | USA 1  | GER 2   | GER 2   | POR 1   | POR 1   | FRA 1   | FRA Ret | SPA 1   | SPA 1   | QAT 1   | QAT 1   |        |        | 1        | 556    |
| 2018  | Kawasaki | AUS 5  | AUS 2 | THA 1  | THA 4   | ARA 1   | ARA 2  | NED 1 | NED 2   | ITA 1   | ITA 1   | GBR 2   | GBR 3   | CZE 1   | CZE Ret | USA 1  | USA 1  | ITA 1   | ITA 1   | POR 1   | POR 1   | FRA 1   | FRA 1   | ARG 1   | ARG 1   | QAT 1   | QAT C   |        |        | 1        | 545    |

### MotoGP
| Sezon | Klasa  | Zespół | 1   | 2   | 3   | 4   | 5   | 6   | 7   | 8   | 9   | 10  | 11  | 12  | 13    | 14    | 15  | 16  | 17  | 18  | Miejsce | Punkty |
| ----- | ------ | ------ | --- | --- | --- | --- | --- | --- | --- | --- | --- | --- | --- | --- | ----- | ----- | --- | --- | --- | --- | ------- | ------ |
| 2012  | MotoGP | Honda  | QAT | SPA | POR | FRA | CAT | GBR | NED | GER | ITA | USA | IND | CZE | RSM 8 | ARA 7 | JPN | MAL | AUS | VAL | 21      | 17     |